# Clemente Marroquín Rojas
Clemente Marroquín Rojas (Achiotes Jumay Jalapa, Guatemala 12 de agosto de 1897 - Ciudad de Guatemala, 8 de abril de 1978) fue un periodista y político guatemalteco. Estudió en la Escuela Facultativa de Derecho y Notariado de la Universidad de San Carlos de Guatemala Fundó varios periódicos, entre ellos el periódico La Hora, y tuvo que salir al exilio tras atacar a los gobiernos de Manuel Estrada Cabrera, José María Orellana y, principalmente, Jorge Ubico Castañeda. Al regresar del exilio tras la revolución de 1944, fue ministro de estado, candidato a la presidencia en 1950 y presidente del Congreso de la República de Guatemala en varios gobiernos; por último, fue vicepresidente de Guatemala de 1966 a 1970, durante el gobierno de Julio César Méndez Montenegro. Durante todo el tiempo en el exilio y en el gobierno se mantuvo ejerciendo su actividad periodística.

## Biografía

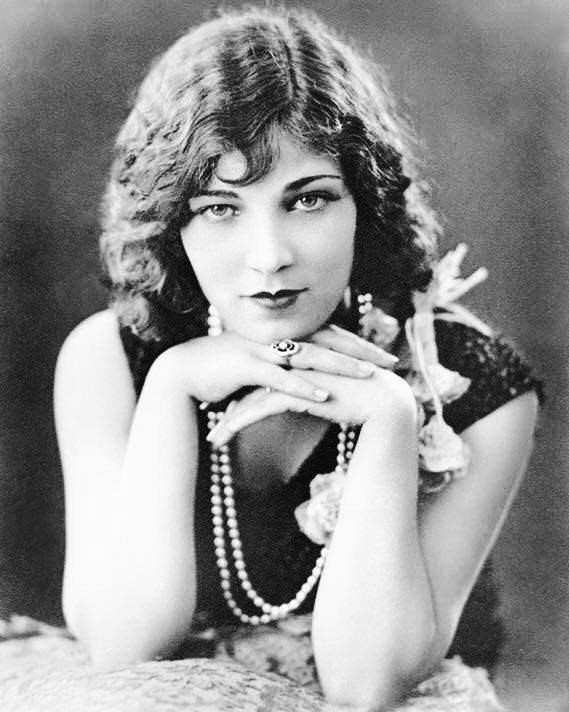
Josefina del Carmen Milla Valenzuela, esposa de Marroquín Rojas. Anteriormente había sido pareja del oficial Roderico Anzueto Valencia, quien había sido uno de los delatores de los cadetes que habían atentado contra Manuel Estrada Cabrera en 1908 y agente de este, y posteriormente fue jefe de la policía secreta y testaferro del presidente general Jorge Ubico.

Clemente Marroquín Rojas nació el 12 de agosto de 1897, en la Aldea Achiotes Juay, departamento de Jalapa Su padre, don Jesús Marroquín Rojas fue integrante del Batallón Jalapa y asumió la mayoría de Plaza en Chiquimula a Teniente Coronel y en 1905 llegó a Coronel efectivo. Luego del asesinato de su padre, la madre de Marroquín Rojas, Dominga Marroquín Bonilla, administró una pulpería en Jalapa y se dedicó a criar y comerciar con animales de corral para mantener a sus hijos.
Apadrinado por el también jalapaneco, pedagogoJosé María Bonilla Ruano, obtuvo becas del presidente licenciado Manuel Estrada Cabrera para estudiar el nivel medio en el Instituto Nacional Central para Varones. Sin embargo, por su temperamento fuerte, es expulsado de este y de otro instituto de educación media tras altercados con estudiantes y otras personas, que incluso terminaron con su detención preventiva. Finalmente, consigue terminar sus estudios medios en el Instituto Nacional para Varones de Oriente, en Chiquimula. En el año de 1918, Marroquín Rojas se inscribe en la Escuela  Facultativa de Derecho y Notariado de la Universidad Estrada Cabrera
Durante el gobierno de Carlos Herrera y Luna se hizo cargo de las cátedras de Historia Universal en el Instituto Nacional Central para Varones, donde tuvo la necesidad de implantar el estudio de la Historia de América, desconocida en los medios escolares guatemaltecos, ya que solo se enseñaba la europea. Sin embargo, cuando llegó el momento de someter a estudio y crítica el surgimiento y actividades de la Compañía de Jesús, los dirigentes del gobierno se alarmaron y dispusieron reconvenir al director del plantel, y el francés Henry Fitte, para que retirara al profesor que atacaba a los jesuitas. Marroquín Rojas fue retirado de sus cátedras pero se quedó con los cargos de Secretario y Contador del plantel. Fitte pidió la rescisión de su contrato por molestias que se le ocasionaban en el nuevo gobierno y Marroquín Rojas se quedó al frente del Instituto. No lo retiraron porque se recordaba su actitud en la lucha contra Estrada Cabrera y continuó en el puesto hasta que ocurrió el golpe de Estado del general José María Orellana quien nombró para la dirección del Instituto a un amigo y compañero suyo.
Marroquín Rojas siguió activo en el periodismo durante el gobierno de Orellana, quien toleró la libertad de prensa al principio de su gobierno, pero cuando se suscribieron los Pactos de 1923, en los que se otorgaba a los Estados Unidos tutela sobre los gobiernos de Centroamérica, sus publicaciones contra dichos pactos fueron censuradas. Aunado a esto, se sobrevino el problema de que el nuevo ministro de Instrucción Pública intentó retirar la autonomía de la Universidad Nacional, y Marroquín estuvo entre los más activos opositores a la medida. El movimiento opositor fue reprimido y tuvo que salir al exilio a Honduras, a donde llegó con una recomendación ante Tiburcio Carías Andino del licenciado Baudilio Palma. En Honduras prosiguió estudios de Derecho hasta graduarse de Abogado y Notario. Contrajo matrimonio con Josefina Ofelia del Carmen Milla Valenzuela en 1923, con quien tuve cuatro hijos: Oscar Jesús, Estela Marina, Olga Lutecia y María Mercedes del Carmen Marroquín Milla.
Regresó a Guatemala en 1925, durante el período de reelección del general Orellana para un nuevo periodo presidencial, y abrió su bufete de abogado; pero como está más interesado en el periodismo y la política cierra su bufete y decide trabajar con sus amigos escritores y periodistas en la Revista VIDA, mientras lograba conseguir imprenta para sus publicaciones propias. Durante ese tiempo, el presidente lo nombró director de la «oficina de canje y publicaciones», posición que aceptó debido a su precaria situación económica.

## Obras

### Pseudónimos
Marroquín Rojas era ampliamente conocido en Guatemala por los editoriales de su periódico La Hora, así como por los artículos de opinión que escribía diariamente utilizando varios pseudónimos.
| Clemente Marroquín Rojas escribía muchos artículos diarios y había ocasiones en que casi llenaba la página editorial de La Hora por la diversidad de temas que tocaba. Para ello usaba muchos seudónimos entre los que destacaron siempre el de Canuto Ocaña, Fray Ramón Roxas y Raxas, Cristino Picón, entre otros. No eran seudónimos para ocultar su identidad ni para escribir sin asumir su responsabilidad, puesto que todo el mundo sabía que él era el autor de los comentarios que se iban sucediendo en la sección editorial. — Tomado de: Marroquín, O.C. Los pseudónimos de Clemente Marroquín Rojas Diario La Hora, 8 de octubre de 2012. |

### Carrera periodística

#### Redactor

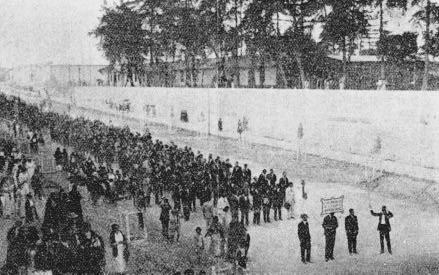
Marcha del 11 de marzo de 1920 contra el gobierno de Manuel Estrada Cabrera. Marroquín Rojas era uno de los tres estudiantes de Derecho portando el estandarte al frente. de la marcha.

El día 25 de diciembre de 1919 se distribuye el «Acta de los Tres Dobleces» del Partido Unionista, fundado con el exclusivo fin de derrocar al licenciado Manuel Estrada Cabrera y el 15 de enero de 1920 se edita el primer número del periódico El Unionista, órgano del nuevo partido dirigido por Emilio Escamilla; en este periódico Marroquín Rojas trabajó como redactor, iniciando así su carrera periodística. Estrada Cabrera ordenó a su cuerpo de seguridad investigar sobre la edición y redactores del periódico para perseguirlos; ante esta situación, en su edición del martes 20 de enero de 1920, El Unionista atacó a los agentes y policías cabreristas en su editorial titulado Del derecho y de la fuerza bruta; en este mismo número se publicó el Acta de «Adhesión al Club Unionista Universitario», donde ya figura entre los dirigentes Clemente Marroquín Rojas. Después de lograr el derrocamiento de Estrada Cabrera, y ya que este era el objetivo único del Partido, se disgregan del Partido Unionista estudiantes y profesionales y surge el Partido Demócrata que, en su mayoría, está integrado por los cabreristas caídos y por muchos liberales.
En enero de 1926 colaboró en el periódico Nuestro Diario, propiedad de Federico Hernández de León y de Carlos Bauer Avilés; su trabajo fue tan esmerado, que durante un viaje a El Salvador, los directores le confiaron la dirección del Diario; Marroquín Rojas también se hizo cargo de la columna «Efemérides de Nuestra Historia», que era la que redactaba Hernández de León. Asimismo, trabajó entre otros temas, las memorias de José León Castillo en la campaña revolucionaria de 1897 contra la extensión del mandato del presidente José María Reyna Barrios.
Por invitación de Alejandro Córdova, director del periódico El Imparcial Marroquín Rojas empezó a trabajar como columnista en 1930, pero en noviembre de 1931 lo despidieron de su posición, aunque continuó escribiendo por lo menos una vez a la semana. Por el año de 1931 continuó publicando en El Imparcial, contratado para escribir en los «Folletones».
Tras su exilio de Guatemala, laboró en el semanario «Federación» en San Salvador, incluyendo mensajes dirigidos al presidente de Guatemala general Jorge Ubico Castañeda y donde sobresale el artículo titulado El Dictador de Guatemala; también laboró en el semanario Reforma Social. También estuvo en Costa Rica, país en el que más escribió, publicando en El Diario de Costa Rica, y el periódico La República También colaboró con la revista La Taza.

#### Fundador de periódicos
Marroquín Rojas estuvo involucrado en la fundación de los siguientes periódicos:
- El Estudiante: periódico que empezó a circular el 1 de febrero de 1920 y que fue fundado por el Club Político de Estudiante Universitarios, donde Clemente Marroquín Rojas y Miguel Ángel Asturias figuran como fundadores. Estaba dirigido contra el gobierno de Estrada Cabrera, y aparecía cada jueves y domingo.
- «Prometeo» que se inició en 1924 y fue definido como «Diario de Publicidad de la Juventud Guatemalteca»; incluye editoriales, artículos, correspondencia de los departamentos, sección social, noticias nacionales e internacionales, etc.
- Tiempos Nuevos: identificado como «Diario de la Juventud Independiente», que empezó a publicarse en la Ciudad de Guatemala el 28 de abril de 1924. Este periódico sufrió la restricción de la libertad de prensa del gobierno de José María Orellana; se publicaron únicamente once números. Este periódico se inició con una pequeña imprenta y su principal objetivo era atacar los pactos de Washington de 1923.[k] En esta campaña estaban de acuerdo Ernesto Viteri, Eugenio Silva Peña, Jorge García Granados y Manuel Cobos Batres. Los artículos de Cobos Batres y una serie de García Granados sobre «Idealismo Político», colmaron la paciencia del general Orellana, quien envió a la redacción al subdirector de la policía y ordenó la suspensión del diario. A pesar de que defendió su periódico, la publicación murió. Después se hizo una maniobra legal y le quitaron la imprenta a Marroquín Rojas.
- La Semana: durante su exilio en Tegucigalpa, Honduras escribe para «Nuestro Diario» en Guatemala; pero dada la necesidad de tener un medio propio para escribir se convierte en uno de los fundadores de este semanario de información y variedades, que se publicó por primera vez el sábado 8 de octubre de 1927. El semanario circulaba los sábados, pero lo hace solo por tres meses.
- La Hora Dominical: semanario creado para circular los domingos. Fundado el 25 de abril de 1948, es una de las revistas más prestigiosas de Guatemala. Circuló por 35 años.
- Impacto: periódico fundado por Marroquín Rojas el 13 de agosto de 1951; se definió como un diario independiente con el lema de Clemente Marroquín Rojas: «Tribuna no mostrador».[l]
- Palenque: fundado en 1955. Consistía en polémicas de Marroquín Rojas que dieron movilidad a los diarios La Hora e Impacto. El primer ejemplar salió el 17 de mayo de 1955, llegando a circular por casi cuatro años; contenía folletones históricos sobre Historia de Guatemala escritos por Marroquín Rojas.

### DiarioLa Hora

#### Primera Época
Clemente Marroquín Rojas se dio cuenta de que mientras no tuviera un periódico propio no podía decir su verdad, porque la libertad de expresión del pensamiento es un mito. Marroquín Rojas había experimentado la decepción y frustración de que le silenciaran su voz cuando así convenía al dueño de los dos o tres diarios y periódicos donde había trabajado. Funda entonces su periódico, por entonces semanal, intitulado La Hora, Semanario de política y variedadesz
La Hora sacudió a la Guatemala del gobierno de Carlos Herrera y Luna, sucesor de Estrada Cabrera, ya que el periodista jalapaneco estaba demostrando el poder de la palabra escrita, sin importarle los peligros a que se exponía. Después de incidentes con familias poderosas de Guatemala se trató de alejar del suelo patrio a Marroquín Rojas. Aprovechando que Álvaro Obregón tomaría posesión de la Presidencia de México en noviembre de 1920, varios periodistas guatemaltecos fueron invitados para asistir al acontecimiento y entre ellos estaba Marroquín Rojas, documentados con un pasaporte colectivo; una vez en la capital azteca Marroquín Rojas fue excluido del pasaporte colectivo para que se quedara desterrado en México, pero gracias a la inteligencia y astucia de Marroquín, logró llegar a la frontera con Guatemala y pasó el Suchiate junto con el grupo de periodistas para poder entrar a Guatemala.
En el artículo «Tacoma» se pronunció contra el poder de Estados Unidos en Guatemala; en ese entonces, la influencia estadounidense en el país era considerable, debido a las concesiones que hiciera Estrada Cabrera a las empresas de ese país. El ministro plenipotenciario norteamericano y dos o tres miembros más del Cuerpo Diplomático se presentaron ante el ministro de Relaciones Exteriores para pedir el inmediato castigo de Marroquín Rojas; el ministro se apresuró a ordenar la captura del autor del artículo sobre el «Tacoma». Un juez de Paz lo enjuició y dictó auto de prisión pero el de primera instancia revocó la sentencia y mandó ponerlo en libertad. Sin embargo los tres ministros estaban decididos a complacer al diplomático norteamericano y ordenaron que no se cumpliera el fallo judicial. Se recurrió entonces a la Corte de Apelaciones y una de sus salas ordenó la inmediata libertad del acusado y aun el procesamiento del jefe de la Policía por desobedecer los mandatos judiciales. La cólera del ministro norteamericano fue grande y amenazó con retirarse si el periodista atrevido no era castigado; solicitó entonces al Decano del Cuerpo Diplomático, el ministro plenipotenciario de España, que reuniera a los colegas para tratar el asunto. Pero los españoles en 1920 todavía tenían fresca la guerra contra los Estados Unidos por Cuba en 1898, y el ministro español dio por terminado el asunto.
Así terminó la primera época de La Hora.

#### Segunda Época
Tras regresar a Guatemala después del exilio en Honduras, Marroquín iniciara la segunda época de La Hora.
Dedicado a escribir para el diario, Marroquín Rojas tenía problemas económicos debido a que debía cancelar la deuda adquirida por la compra de maquinaria tipográfica adquirida al crédito a El Imparcial, que estaba cambiando y modernizando sus talleres. Aunque en sus memorias Marroquín Rojas dice que La Hora entró en su segunda etapa con el exclusivo fin de desbaratar la candidatura del general Jorge Ubico Castañeda, este periódico fue decisivo en el triunfo del general Lázaro Chacón en 1926, pues en él se publicaron antiguos atropellos que Ubico Castañeda perpetró cuando fue jefe político del presidente Manuel Estrada Cabrera en varios departamentos de Guatemala. Originalmente, el licenciado Baudilio Palma, amigo y protector de Marroquín iba a ser el candidato apoyado por La Hora, pero Lázaro Chacón era el candidato con más posibilidades, y resultó triunfador. Con este triunfo electoral «La Hora» había cumplido su misión; cansado y temiendo por su integridad física, Marroquín decidió alejarse de Guatemala, luego de pagar sus deudas y reunir algún dinero para irse a Europa.
El 5 de enero de 1927 Marroquín salió rumbo a Europa y sus adversarios comentaron con sorna que el pago por su campaña chaconista fue «muy generoso»; José A. Quiñónez y Gustavo Martínez Nolasco quedaron a cargo de «La Hora», pero el periódico tuvo que cerrar por problemas económicos.

#### Tercera Época
Luego de regresar de Europa, Marroquín Rojas fue candidato para la municipalidad de Jalapa, pero no pudo ejercer el puesto, ya que el Jefe Político de la localidad lo acusó de haber impreso libelos en los que se atacaba al general Ubico Castañeda. A pesar de que capturaron al responsable de la edición de volantes (el hondureño Juan Pablo Wenright), Marroquín Rojas tuvo que salir del país, y se dirigió a El Salvador. Luego viajó a diferentes ciudades de Centroamérica, cumpliendo su palabra de no escribir nada con respecto a Ubico.
Sin embargo, durante su exilio le hicieron llegar un documento que estaba redactado por Rafael Cardona, donde se describían anécdotas, incluyendo la visita que Clemente Marroquín Rojas realizó al gobernante en 1931. Y fue para aclarar las calumnias que empezó a escribir en contra de la administración del Presidente Ubico. Cuando llegó a México, empezó una vez más La Hora y la distribuyó en Guatemala a escondidas. Asimismo, en el año de 1944 Marroquín Rojas, le envió una serie de memoriales al presidente estadounidense Franklin Delano Roosevelt, donde le exigía le retiraran el apoyo político a Ubico Castañeda. El presidente Jorge Ubico dio instrucciones al embajador de Guatemala con el propósito de solicitarle al gobierno mexicano que impidiera la publicación del medio; sin embargo el propio embajador ubiquista sugirió que se editara La Hora, con pie de imprenta de alguna población de Guatemala y, si fuera posible, cambiándole el nombre a «El Demócrata». Cuando La Hora era enviada desde México hasta la capital de Guatemala, era leída por la población a pesar del enojo de Ubico. El Presidente, quien tenía informantes, logró averiguar que La Hora era ingresada al país por los “braceros” en la frontera con Tapachula.
Al terminar la presidencia de Ubico Castañeda el 1.º de julio de 1944, Marroquín regresó a Guatemala.

#### Cuarta Época
El 15 de marzo de 1945 tomó posesión de la Presidencia el doctor Juan José Arévalo Bermejo, quien a pesar de haber realizado cambios significativos en todo el país recibió críticas de Marroquín Rojas, que le señaló algunos errores. Debido a estos roces que el gobierno tenía con la prensa, en enero de 1948, la Asociación de Periodistas de Guatemala logró que el Congreso de la República dejara sin efecto la decisión del Ejecutivo de mandar a cerrar el diario La Hora.

### Narrativa criollista
Algunos críticos literarios estiman que es el iniciador de la narración criollista en Guatemala. Está considerado como uno de los mejores polemistas y, por esa razón, su obra es estudiada en varias escuelas. Entre sus obras narrativas están:
- Desnudando al ídolo, Relato de algunos de los crímenes cometidos por Jorge Ubico (1926)
- Ecce Homo (1927)
- Historia del movimiento unionista (1929)
- La Bomba -historia del primer atentado contra Manuel Estrada Cabrera (1929)
- Los Cadetes[q] (1930)
- En el corazón de la montaña -novela (1939)
- Crónicas de la Constituyente del 45 (1945)
- La derrota de una batalla (1956)
- México jamás ha poseído territorio propio al sur del Río Hondo (1962)
- Francisco Morazán y Rafael Carrera (1965)
- La “carta política” del ciudadano Juan José Arévalo (1965)
- Historia de Guatemala (1971)
- En el mundo de la polémica (1971)
- Memorias de Jalapa o Recuerdos de un Remichero (1973)
- En el viento de Otoño
- De la dictadura a la anarquía, Historia del cuartelazo que derribó al Presidente Baudilio Palma
- El crimen del Parque Bolívar
- Comentario al tratado de límites entre México y Guatemala sobre Belice

## Obra política
Clemente Marroquín Rojas, se caracterizó por criticar a los gobiernos de turno, dándoles a conocer sus deficiencias. No solo criticó a Arévalo por el asunto de Belice: a Carlos Castillo Armas lo acusó de anteponer intereses personales a los intereses de la nación.
Durante parte del gobierno de Arévalo y durante todo el gobierno de Jacobo Árbenz militó en la oposición. En su calidad de diputado al Congreso integró, con otros opositores, un grupo conocido como «Los 12 Apóstoles». En 1951 fundó Impacto, hoja periodística en la que atacó al gobierno arbencista. Tras la caída del gobierno del coronel Árbenz, Marroquín Rojas participó de la campaña internacional orquestada por la CIA para desprestigiar al antiguo presidente guatemalteco, haciendo publicaciones minimizando el papel que tuvo Árbenz en los eventos de la Revolución de Octubre.

### Gobierno de Jacobo Árbenz Guzmán (1951-1953)
| «Los campesinos no apoyan a la oposición. Ellos apoyan al gobierno, ya que han sido seducidos por la reforma agraria y por otras promesas. Cierto, hay campesinos inteligentes que comprenden que las promesas del gobierno son sólo ofrecimientos vanos. Pero son sólo unos cuantos. En las presentes circunstancias, son los ricos -los terratenientes- quienes deben pelear en las calles, y ellos nunca lo harán. Los miembros del AGA son buenos tiradores, pero solamente saben dispararle a patos y a otras aves indefensas; jamás le dispararían a un hombre armado. Somoza les ha dicho: "Le voy a dar las armas, las municiones y el dinero; ustedes encuentren a los hombres dispuestos." Pero ni Ydígoras, ni Castillo Armas, Córdova Cerna o Coronado Lira han sido capaces de encontrar hombres dispuestos a luchar.» —Clemente Marroquín Rojas La Hora, 27 de febrero de 1954 |

Clemente Marroquín Rojas estaba anuente a aceptar reformas sociales en Guatemala y era un nacionalista que detestaba el hecho de que el país fuera una república bananera -por esta razón, los oficiales estadounidenses lo habían catalogado como izquierdista durante el gobierno de Juan José Arévalo- pero, por otro lado, detestaba el comunismo y si tenía que escoger entre reforma social con el más ligero tinte comunista y el statu quo, se quedaba con el segundo.
En 1950 participó como candidato en las elecciones presidenciales en contra del coronel Jacobo Árbenz Guzmán y del general Miguel Ydígoras Fuentes, pero perdió. Las elecciones, según el propio Marroquín Rojas, fueron lo más limpio que pueden ser las elecciones en Guatemala; debe tomarse en cuenta que la constitución otorgaba el derecho al voto secreto a los hombres y mujeres que podían leer escribir, el voto público a los varones analfabetas y no le daba el derecho en lo absoluto a las mujeres analfabetas. Los indígenas ya sabían que tenían que votar por el candidato oficial, como lo habían hecho en las reelecciones de Ubico; la diferencia era ahora que el ejército y los terratenientes apoyaban al mismo candidato históricamente, pero en esta oportunidad estaban divididos y quedó demostrado que la influencia militar era mayor que la de los terratenientes. Sin embargo, la hacer el recuento del voto secreto, Árbenz también resultó vencedor. El gobierno pues, no dejó ningún margen de error para la elección del candidato oficial, pero Árbenz fue probablemente la opción preferida entre los votantes de todas maneras.
El 31 de mayo de 1952, al enterarse de lo dispuesto en el Decreto 900 de la Reforma Agraria, Marroquín Rojas escribió en su editorial en Impacto que muchos de los miembros de las clases altas que fueron arbencistas en las elecciones de noviembre de 1950, entre ellos Asturias y Beltranena, lo fueron porque estaban seguros de que Árbenz era un hombre de la derecha y que no podía ser marxista por ser militar, estar casado con una dama de sociedad asociada a capitalista y gusta de la «buena vida»; Marroquín Rojas explicó en ese editorial que él había conocido al verdadero Árbenz en las juntas del consejo de ministros del presidente Juan José Arévalo: un hombre que le inspiraba un gran aprecio en lo personal, pero que era firme en sus convicciones extremistas y que no las dejaría de lado hasta que fuera derrocado. Finalmente, indicó que ya no había posibilidad de compromiso entre el gobierno arbencista y las élites guatemaltecas. En el editorial de Marroquín Rojas quedó definida la posición de la élite frente a la reforma agraria, pues esta comprendió que no podría acceder al poder por medios democráticos.
El Ministro de Agricultura, Nicolás Brol, era un rico terrateniente de Quetzaltenango y amigo personal del presidente. Su nombramiento fue celebrado por la élite guatemalteca que vio en él a su representante; sin embargo, Brol fue leal a las políticas reformistas del gobierno pues consideraba que favorecían el desarrollo del capitalismo en el país; por su parte, el ministro de Economía, Roberto Fanjul, era un próspero comerciante quetzalteco de quien los oficiales de la embajada de los Estados Unidos decían que era exitoso y un reconocido anticomunista, que había hecho renacer la esperanza de mejorar las relaciones entre el gobierno y la élite. Pero Fanjul, al igual que Brol, permanecieron leales al presidente; Fanjul, inclusive, fue el que remitió el Decreto 900 de reforma agraria al congreso en 1952, lo que lo dejó en una precaria posición con la élite guatemalteca, que empezó a tratarlo de "traidor" e "imbécil". Marroquín Rojas los describió así: «La posición del ministro Brol desafía toda comprensión. ¿Y Fanjul? ¡Pobre Fanjul! Va a ser una víctima del comunismo porque como terrateniente, como capitán de una industria, jamás puede ser socialista. Cuando recibió el despacho del ministerio dejó su sentido común por un lado; ¡él se imagina que es un "camarada" de Víctor Manuel Gutiérrez! Cuando ya no lo necesiten, lo van a tirar a los perros.»
En enero de 1954, la revista Time publicó una entrevista con el recién nombrado embajador de los Estados Unidos en Guatemala, John Peurifoy, en la que el oficial estadounidense dijo que la opinión pública norteamericana podría forzar al gobierno estadounidense a tomar medidas para que Guatemala cayera en poder del comunismo internacional y que los EE. UU. no podían permitir una república soviética entre Texas y el Canal de Panamá. Esta publicación fue tomada en Guatemala como la confirmación de que Peurifoy estaba al frente de un plan dirigido para derrocar al gobierno de Árbenz, y al respecto Marroquín Rojas escribió: «nuestro ministro de Relaciones Exteriores ha aceptado oficialmente las explicaciones del embajador Peurifoy en la revista Time. Pero el Sr. Osegueda sabe que una revista como la Time, publicada en un país en donde las mentiras se castigan severamente, no falsificaría las palabras que puso tan enfáticamente en boca del embajador Peurifoy. No hay duda de que Peurifoy dijo lo que Time imprimió, y no hay duda de que estaba expresando la opinión de la Casa Blanca, del Congreso y del Pentágono. ¿Cómo pudieron pensar líderes de Guatemala que los Estados Unidos iban a tolerar un nido de enemigos en la puerta de su casa? Sería absurdo. Hablar de nuestra soberanía a estas alturas es infantil, ingenuo. Alemania, poderosa aunque esté derrotada, todavía está ocupada, y lo mismo ocurre con Japón - y nosotros también lo vamos a estar, nosotros pobres tontos que no producimos ni cohetillos pirotécnicos, muchos menos las municiones necesarias para una defensa decorosa.»

### Gobierno liberacionista
Fue elegido diputado a la Asamblea Constituyente de 1956, y al Congreso de la República durante el gobierno liberacionista del coronel Carlos Castillo Armas. Apoyó la candidatura del general e ingeniero Miguel Ydígoras Fuentes para el siguiente período presidencial y, en el gobierno de dicho militar ocupó la cartera de ministro de Agricultura.
En 1958, la periodista Irma Flaquer publicó un artículo que enfureció a un político de la época, quien le pagó a tres mujeres del mercado para que la golpearan. Ensangrentada, Flaquer se presentó en el diario La Hora y pidió que Marroquín Rojas le tomara fotos y escribiera un artículo acerca de esa agresión. Según Marina Marroquín ―hija del periodista―, Marroquín Rojas contrató inmediatamente a Flaquer, quien comenzó una columna en el diario, titulada «Lo que otros callan», la que muy leída durante 13 años.
Desempeñó también el cargo de Cónsul de Guatemala en Barcelona, España.
En 1966 fue elegido vicepresidente de Guatemala para el período 1966-1970, habiendo sido postulado por el Partido Revolucionario (PR) para acompañar al candidato presidencial, licenciado Julio César Méndez Montenegro.

## Muerte
Murió el 8 de abril de 1978, en la ciudad de Guatemala, y sus restos reposan en el cementerio de Jalapa.

## En la literatura
Es el personaje Clemenceau (Clemencio) en la novela Viernes de Dolores de Miguel Ángel Asturias.

## Información adicional
- La Hemeroteca Nacional de Guatemala lleva el nombre de «Clemente Marroquín Rojas».
- Fue uno de los miembros de la «generación del 20» y responsable del renacimiento de las tradiciones del No Nos Tientes y el «Desfile Bufo» de la Huelga de Dolores.[28][29]
- Coterráneo y protegido del profesor José María Bonilla Ruano.
- Fue protegido del licenciado Baudilio Palma quien lo ayudó a comprar equipo de imprenta para La Hora.

| Predecesor: Catalino Chávez | Vicepresidente de Guatemala 1966-1970 | Sucesor: Eduardo Cáceres Lehnhoff |